# Liriope
Nella mitologia greca, Lirìope era il nome di una delle Naiadi (ninfe delle acque dolci) che viveva nella Focide. Un giorno fu imprigionata fra le onde del dio fluviale Cefiso e da lui violentata. Rimasta incinta, diede alla luce un bellissimo bambino che chiamò Narciso.